# Daniel Shanks
Daniel Shanks (17 de enero de 1917 - 6 de septiembre de 1996) fue un matemático estadounidense que trabajó principalmente en análisis numérico y teoría de números. Fue la primera persona en calcular π con 100.000 decimales.

## Semblanza
Dan Shanks (sobrenombre que le gustaba utilizar) : 813 nació el 17 de enero de 1917 en Chicago, Illinois. No está relacionado con el matemático inglés William Shanks, quien curiosamente también fue conocido por calcular π. Obtuvo su Licenciatura en Ciencias en Física por la Universidad de Chicago en 1937 y un doctorado en Matemáticas por la Universidad de Maryland en 1954. Entre estas dos titulaciones, trabajó en el campo de pruebas de Aberdeen y el Laboratorio de Artillería Naval, primero como físico y luego como matemático. Durante este período también escribió su tesis doctoral (finalizada en 1949), a pesar de no haber realizado ningún curso de posgrado en matemáticas. : 813 
Después de obtener su doctorado en matemáticas, Shanks continuó trabajando en el Laboratorio de Artillería Naval y en el Centro de Investigación y Desarrollo de Buques en la Cuenca Modelo David Taylor, donde permaneció hasta 1976. A continuación pasó un año en Oficina Nacional de Estándares, antes de trasladarse a la Universidad de Maryland como profesor adjunto. Permaneció en Maryland por el resto de su vida. : 813 
Murió el 6 de septiembre de 1996.: 813 

## Trabajos
Shanks trabajó principalmente en análisis numérico y teoría de números, pero tenía muchos intereses y también trabajó en la radiación del cuerpo negro, balística, identidades matemáticas y funciones zeta de Epstein. : 814 

### Análisis numérico
El trabajo más destacado de Shanks en análisis numérico fue una colaboración con John Wrench y otros para calcular el número π con 100.000 decimales en una computadora. Lo lograron en 1961 utilizando un ordenador IBM 7090, significando un gran avance con respecto a trabajos anteriores. : 814 
Shanks fue editor de Mathematics of Computation desde 1959 hasta su muerte. Se destacó por sus revisiones muy minuciosas de los artículos y por ser un experto en todos las especialidades relacionadas con la publicación del diario. : 813 

### Teoría de números
Escribió el libro Problemas resueltos y no resueltos en teoría de números. Hugh Williams lo describió como "un libro encantador, poco convencional, provocativo y fascinante sobre teoría de números elementales". : 814  Es un texto de amplio alcance, pero la mayoría de los temas están relacionados con residuos cuadráticos y con la ecuación de Pell. La tercera edición contiene un largo ensayo sobre como "juzgar conjeturas". : 239 ff  Shanks sostuvo que debería haber mucha evidencia de que algo es cierto antes de que se clasifique como una conjetura (de lo contrario, debería ser una Pregunta Abierta y no se debería tomar partido al respecto), y su ensayo da muchos ejemplos de ideas erróneas derivados de conjeturas prematuras. Al escribir sobre la posible inexistencia de números perfectos impares, que se había verificado hasta 1050, comentó que "1050 está muy lejos del infinito". : 217 
La mayor parte del trabajo de Shanks en teoría de números se realizó en teoría de números computacional. Desarrolló varios métodos rápidos de factorización por computadora basados en formas cuadráticas y en el número de clase. : 815  Sus algoritmos incluyen: algoritmo de pasos gigantes para calcular el logaritmo discreto, que es útil en criptografía de clave pública; factorización de formas cuadradas de Shanks, un método de factorización de enteros que generaliza el método de factorización de Fermat ; y el algoritmo de Tonelli-Shanks que encuentra raíces cuadradas módulo primo, que es útil para el método del tamiz cuadrático de factorización de enteros.
En 1974, Shanks y John Wrench realizaron algunos de los primeros trabajos informáticos para estimar el valor de la constante de Brun, la suma de los recíprocos de los primos gemelos, y la calcularon sobre los primos gemelos entre los dos primeros millones de primos.